# Natascia (film 1941)
Natascia (Фронтовые подруги, Frontovye podrugi) è un film del 1941 diretto da Viktor Vladislavovič Ėjsymont.